# Джустіньяно Партичипаціо
Джустіньяно Партічипаціо (італ. Giustiniano Partecipazio) (? — 829) — 11-й венеційський дож. Відомий також як Ангел Юстиніан Партиціак (лат. Agnellus Iustinianus Particiacus).

## Біографія
Син Анджело Партичипаціо. Відомий підписанням заповіту, який визначив майно що належить родині. Майно розділялося на нерухоме — будинки, землі і рухоме — рабині, худоба, інструменти. Також в заповіті згадуються монети — золоті візантійські соліди.
812 року після укладання Ахенського миру відправлений батьком до Константинополя, де отримує від візантійського імператора Лева V почесний титул іпата. Також отримав від візантійського імператора мощі Святого Захарія, кошти на спорудження монастиря і церкви цього святого та архітекторів. 
814 року після призначення його брата Джованні співдожем батька погиркався з останнім й разом з родиною перебрався до Сан-Северо. 817 року після позбавлення посади співдожа повернувся до Ріальто. Джустіньяно разом з сином Анджело II стає співдожем Анджело I Партичипаціо. 
819 року разом з батьком надав бенефіт Джованні, абату монастиря Сен-Серволо, даруючи йому сімейну каплицю, розташовану на материку, біля гирла Бренти, щоб він міг перенести туди свій монастир: так було засновано абатство Сант'Іларіо, яке протягом тривалого часу являло одну з найважливіших венеціанських церковних установ.
820 року помирає його син Анджело II під час перебування у Константинополі. В подальші Джустіньяно все більше перебив владу. 827 року після смерті батька став одноосібним дожем. Намагався скористатися конфліктом між патріархами Аквілеї та Градо за Істрійську єпархію, зміцнивши авторитет венеційської церкви. З метою останнього домігся обрання єпископом Оліволо свого небіжа Орсо Партичипаціо. 6 червня 827 року співімператор Лотар I скликав собор в Мантуї, де намагався протягнути рішення проти підпорядкуванню Аквілейському патріархату Венеріо Трасмондо, патріарха Градо, який фактично опинився в залежності від венеційського дожа. 
У 828 році відбувається ще одна подія, що має важливе значення для Венеції. З Єгипту два венеційські купці Бон да Маламокко та Рустіко да Торчелло за наказом Джустіньяно Партичипаціо підкупили двох олександрійських ченців і вкрали мощі святого Марка, провізши їх через аббасидську митницю, вкритими свининою, нечистою для мусульман. 31 січня 828 року мощі було привезено до Венеції. Патріарх Градо Венеріо Трасмондо, Орсо Партичипаціо, єпископ Оліволо, і дож наказали побудувати біля палацу каплицю для мощей. Так святий євангеліст Марко стає покровителем Венеції. Водночас венеційській флот допоміг візантійцям, допомігши при обороні міста Сіракузи, яке взяли в облогу мусульмани на чолі із Асадом ібн аль-Фуратом. Цей успіх підняв престиж дукату та його флоту.
Невдовзі відкликав свого брата Джованні з Константинополя, якого призначив співдожем, оскільки Джустіньяно вже не мав синів й бажав зберегти владу свого роду над дукатом.